# 前川定五郎
前川 定五郎（まえかわ さだごろう、1832年11月30日（天保3年11月9日） - 1917年（大正6年）5月16日）は、日本の社会奉仕活動家。
三重県鈴鹿市甲斐町出身。私財を投じて地域の交通環境を改善し、特に鈴鹿川に橋を架けることに尽力した。

## 生涯
伊勢国鈴鹿郡牧田村大字甲斐（現在の三重県鈴鹿市甲斐町）に田中庄五郎の三男として生まれ、18歳のとき同村の前川定八の養子となる。若い頃から地域社会に貢献することを志し、特に鈴鹿川を渡る人々の苦労に心を痛めた。明治29年9月の暴風雨の後、増水のたびに渡船が使えず、多くの人々が川を渡ることができなくなっていたためである。この状況を改善するために、橋の建設を決意した。
定五郎はまず自身の資金を投じて舟を購入し、人々の渡しを始める。その後、より安定した渡河手段を提供するために簡易的な筏橋を設置するが、たびたび流される問題に直面した。しかし、諦めることなく、地域住民と協力しながら橋の建設資金を募り、許可を求め続けた。
明治41年（1908年）、ついに定五郎の念願である橋が完成し、「定五郎橋」と名付けられた。この時、定五郎は77歳であった。橋の完成後も彼は毎日橋の点検と修理を続け、地域住民の安全を守り続けた。現在も地域の交通インフラとして活用されている「定五郎橋」は、一級河川の橋としては全国でも珍しく人名がついた橋である。

## 顕彰
定五郎の献身的な活動は地域社会に根付き、「人の喜びは我が喜び」という精神は、多くの人々に影響を与えたとされる。彼の功績を讃え、1952年（昭和27年）5月27日、鈴鹿川堤防沿いに定五郎の顕彰碑が建てられた。功績を後世に伝えるため、鈴鹿市の牧田小学校内には、「前川定五郎資料室」が設置されている。